# Henric de Groitzsch
Henric de Groitzsch (d. 31 decembrie 1135, Mainz) a fost cel de al doilea fiu al lui Wiprecht de Groitzsch cu Judith, fiica lui Vratislau al II-lea al Boemiei. El a succedat tatălui său ca burggraf de Magdeburg în 1124.
În 1128, Henric a fost numit margraf al Saxoniei răsăritene, iar în 1131 margraf de Luzacia și vogt (avocat) al abației de Neuwerk, în Halle. El nu a reușit niciodată să își împlinească pretențiile din Marca de Meissen, pe care tatăl său o deținuse, împotriva lui Conrad de Meissen "cel Mare".
Henric a fost căsătorit cu Bertha de Gelnhausen (decedată înainte de 1137), căsătorie din care nu au rezultat copii. Henric și Bertha au ctitorit mănăstire de la Bürgel în 1133.